# Pláně (Všeruby)
Pláně jsou osada, část městyse Všeruby v okrese Domažlice v Plzeňském kraji. Nachází se asi čtyři kilometry jihovýchodně od Všerub. Prochází zde silnice II/190. Jsou zde evidovány čtyři adresy. V roce 2011 zde trvale žilo 12 obyvatel.
Pláně leží v katastrálním území Pláně na Šumavě o rozloze 2,87 km².

## Historie
První písemná zmínka o vesnici pochází z roku 1379.

## Obyvatelstvo
| Rok            | 1869 | 1880 | 1890 | 1900 | 1910 | 1921 | 1930 | 1950 | 1961 | 1970 | 1980 | 1991 | 2001 | 2011 | 2021 |
| -------------- | ---- | ---- | ---- | ---- | ---- | ---- | ---- | ---- | ---- | ---- | ---- | ---- | ---- | ---- | ---- |
| Počet obyvatel | 172  | 166  | 163  | 156  | 160  | 167  | 155  | 29   | 15   | 19   | 16   | 17   | 21   | 12   | 11   |
| Počet domů     | 26   | 26   | 26   | 26   | 24   | 24   | 24   | 17   | 17   | 4    | 4    | 4    | 4    | 4    | 3    |

## Obecní správa
Při sčítání lidu v letech 1850–1920 Pláně byly osadou obce Červené Dřevo v okrese Klatovy. V letech 1921–1949 byly samostatnou obcí v okrese Klatovy. V letech 1950–1984 byly osadou obce Hyršov v okrese Domažlice. Od 1. ledna 1985 jsou částí městyse Všeruby v okrese Domažlice.

## Galerie

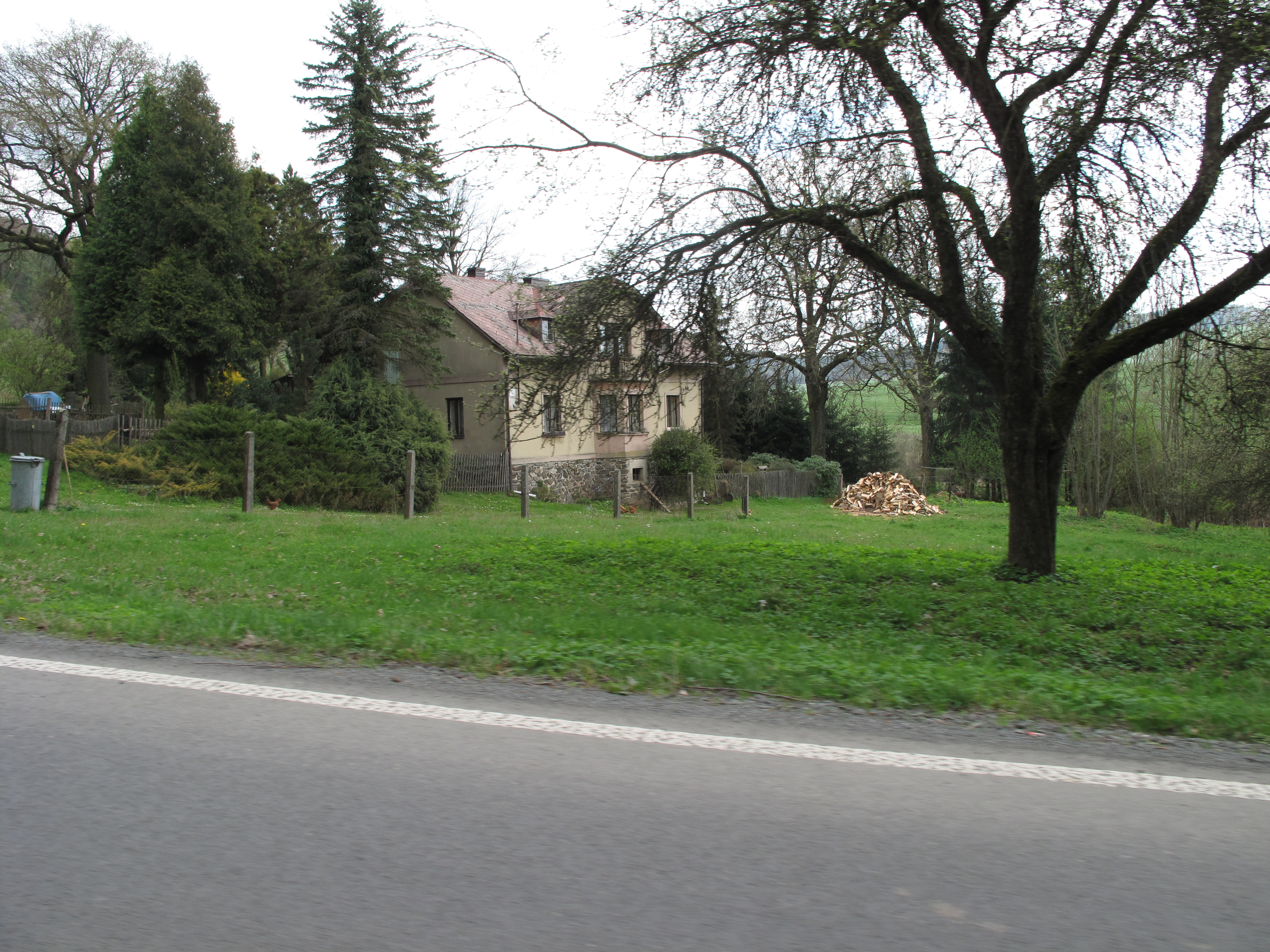
Místní dům
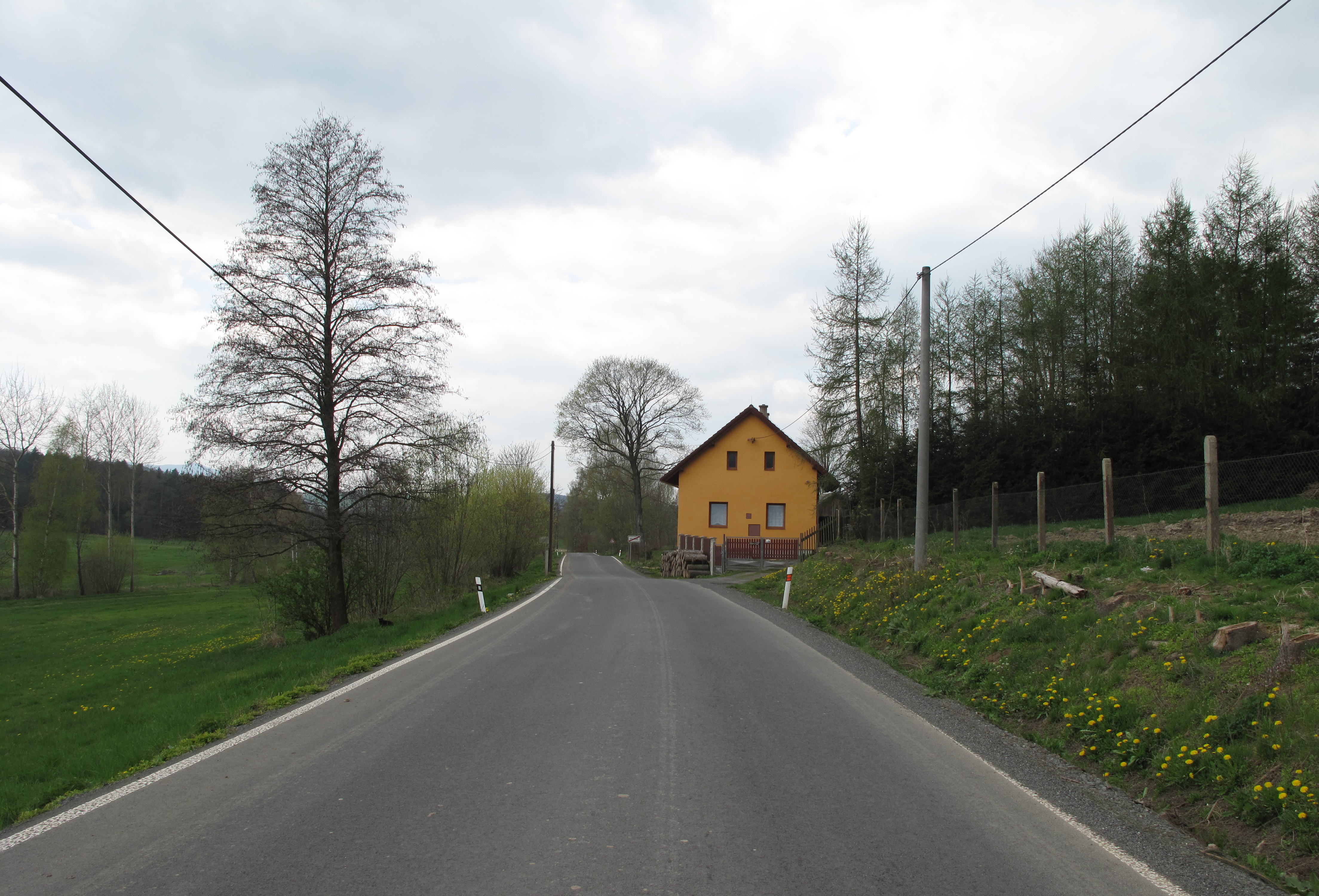
Místní dům
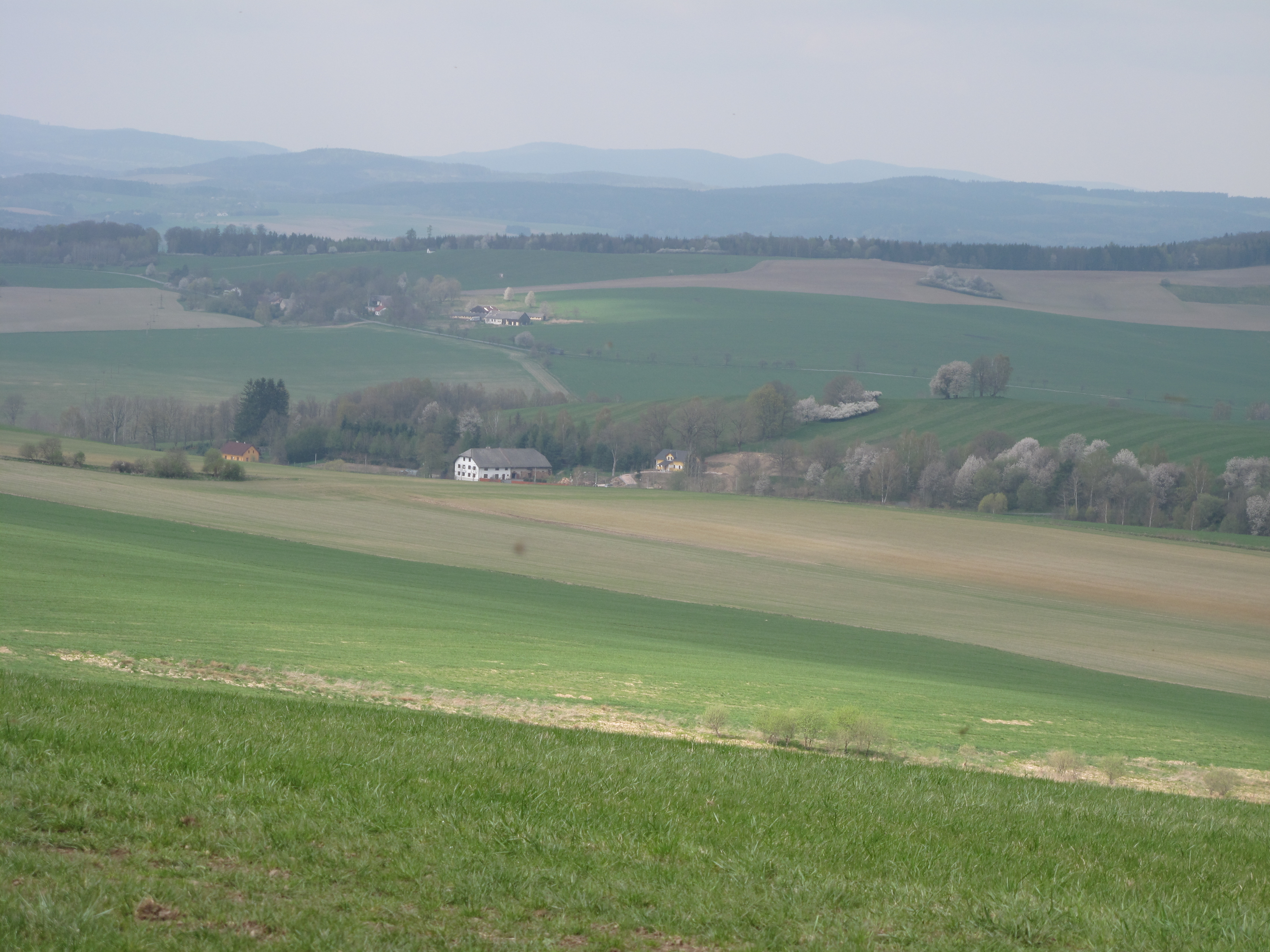
Pláně zdáli